# Eppeville
Eppeville – miejscowość i gmina we Francji, w regionie Hauts-de-France, w departamencie Somma.
Według danych na rok 2011 gminę zamieszkiwało 1841 osób, a gęstość zaludnienia wynosiła 372 osoby/km² (wśród 2293 gmin Pikardii Eppeville plasuje się na 129. miejscu pod względem liczby ludności, natomiast pod względem powierzchni na miejscu 879.).